# Шад-Росса, Пауль
Пауль Шад-Росса (нем. Paul Schad-Rossa; 1 января 1862[…], Нюрнберг, Средняя Франкония — 1916[…], Берлин) — немецкий художник-символист.

## Биография
Родился в 1862 году в Нюрнберге в простой семье (отец работал кондуктором на железной дороге). При рождении получил имя Георг Пауль Шад, которое в дальнейшем поменял на более поэтичный вариант — Пауль Шад-Росса. 
Художественное образование получил в Нюрнбергской и Мюнхенской академиях. В бытность студентом, зарабатывал себе на жизнь, копируя произведения старых мастеров из мюнхенских художественных собраний по заказам высокопоставленных особ (среди которых был даже король Румынии Кароль I). 
В 1888 году окончил академию и сначала остался жить в Мюнхене, где завёл мастерскую. В 1900 году переехал в Грац, где открыл художественную школу. Однако, это начинание не получило поддержки, и в 1904 году Шад-Росса покинул Грац, а в 1906 году закрылась и основанная им школа.
С 1904 года художник проживал в Берлине, где накануне Первой мировой войны считался уже одной из самых заметных фигур художественной жизни. На Большой берлинской художественной выставке 1914 года Шад-Россе был предоставлен отдельный зал, где он выставил двадцать три своих работы. Став в берлинский период жизни обеспеченным человеком, предпринял ряд путешествий по Европе, побывав в таких странах, как Италия, Испания и Португалия.
Как художник, в зрелый период творчества (с 1892 года) был последовательным сторонником символизма.
Скончался Шад-Росса в 1916 году в Берлине и после кончины был достаточно быстро забыт.

## Галерея
- В солнечном лесу
- В вечность
- Композитор и дирижёр Ферруччо Бузони с женой
- Танцовщица
- Рай
- Обнажённая в гостиной
- Купальщицы
- Три купальщицы
- Три грации (Суд Париса?)
- Религиозная процессия Корпус Кристи (1891) — пример ранней академической работы.